# Jaapiella picridis
Jaapiella picridis är en tvåvingeart som först beskrevs av Ewald Rübsaamen 1912.  Jaapiella picridis ingår i släktet Jaapiella och familjen gallmyggor.
Artens utbredningsområde är Tyskland. Inga underarter finns listade i Catalogue of Life.